# Duebenia compta
Duebenia compta är en svampart som först beskrevs av Pier Andrea Saccardo, och fick sitt nu gällande namn av Nannf. ex B. Hein 1976. Enligt Catalogue of Life ingår Duebenia compta i släktet Duebenia, ordningen disksvampar, klassen Leotiomycetes, divisionen sporsäcksvampar och riket svampar, men enligt Dyntaxa är tillhörigheten istället släktet Duebenia, familjen Dermateaceae, ordningen disksvampar, klassen Leotiomycetes, divisionen sporsäcksvampar och riket svampar. Arten är reproducerande i Sverige. Inga underarter finns listade i Catalogue of Life.